# Hortobágyi Margit (orvos)
Hortobágyi Margit (Beznák Margit, Beznák Aladárné, külföldön Margaret Beznak) (Budapest, 1914. május 10. – 1999. január 21.) magyar származású kanadai orvos, az Ottawai Egyetem fiziológiai tanszékének vezetője volt.

## Életpályája

### Korai évek
Magyarországon született, Hortobágyi Béla és Winter Margit lányaként. Mindkét szülője orvos volt, édesapja egy budapesti kórház sebészeti főorvosa. Bátyja szintén orvos lett.
A budapesti egyetemen tanult orvostudományt, 1939-ben szerzett orvosi diplomát.

### Karrier
Ő és férje fiziológus volt Budapesten, amíg 1948-ban el nem mentek. Először Stockholmba mentek, majd az angliai Birminghambe, ahol a Nagy-Britanniai Orvosi Kutatási Tanácstól kapott ösztöndíjat kutatásaihoz. Kutatásai a szívbetegségek okaival foglalkoztak.
1953-ban Ottawába költöztek, és nem sokkal később csatlakozott az Ottawai Egyetem munkatársaihoz. Ott 1956-ban lett egyetemi adjunktus. Amikor Beznák Aladár 1959-ben meghalt, őt nevezték ki utódjául a fiziológia tanszékvezetői posztjára.
Az egyetem dékánhelyettesi posztját is betöltötte, és az orvosi kar tantestületét képviselte a kari szenátusban. 1968-ban ő volt az első nő, akit beválasztottak az egyetem kormányzótanácsába.
1970-ben egy másik magyar származású fiziológus, Hetényi Géza követte a tanszék élén.

## Magánélete
1936. június 16-án Budapesten ment férjhez Beznák Aladárhoz, aki szintén fiziológus volt. A házaspár 1948-ban hagyta el Magyarországot, gyalog, mindössze egy táska holmival. 1959-ben megözvegyült, amikor a férje meghalt.
1999-ben halt meg, miután évekig Alzheimer-kórban szenvedett.

## Fordítás
- Ez a szócikk részben vagy egészben  a   Margaret Beznak című angol Wikipédia-szócikk ezen változatának fordításán alapul.  Az eredeti cikk szerkesztőit annak laptörténete sorolja fel. Ez a jelzés csupán a megfogalmazás eredetét és a szerzői jogokat jelzi, nem szolgál a cikkben szereplő információk forrásmegjelöléseként.